# 單身動物園
《單身動物園》（英語：The Lobster）是2015年的歐洲科幻反烏托邦黑色幽默愛情片。由希臘導演尤格·藍西莫執導，愛爾蘭、英國、希臘、法國與荷蘭跨國製作，本片獲選為第68屆坎城影展正式競賽片，最後獲得評審團獎。

## 劇情
在近未來的反烏托邦社會中，單身男女會被關進城中酒店，規定他們在45天之內要找到另一半，否則將被變成一種動物，流放於森林之中。進入酒店後，飯店會分發統一的服飾，房間內則放置了一把麻醉槍，飯店女侍每日會補滿20發麻醉針，住客若是在狩獵活動每捕獲1名在森林遊蕩的獨身者，在飯店的居住期限就可以多加一天。

## 演員
| 演员        | 角色           |
| ----------- | -------------- |
| 柯林·法洛   | 大卫           |
| 瑞秋·懷茲   | 患有近视的女人 |
| 蕾雅·瑟杜   | 領導者         |
| 班·維蕭     | 跛行的男人     |
| 約翰·C·賴利 | 口齿不清的男人 |

## 制作
主体摄影于2014年3月24日开始，5月9日结束。片中城市取景自爱尔兰都柏林和凯里郡。

## 獎項
| 獎項                 | 獎項             | 受獎者                                         | 階段／結果 |
| -------------------- | ---------------- | ---------------------------------------------- | ---------- |
| 坎城影展             | 金棕櫚獎         | 尤格·藍西莫 《單身動物園》                     | 提名       |
| 坎城影展             | 評審團獎         | 尤格·藍西莫 《單身動物園》                     | 獲獎       |
| 第28屆歐洲電影獎     | 最佳影片         | 《單身動物園》                                 | 提名       |
| 第28屆歐洲電影獎     | 最佳導演         | 尤格·藍西莫                                    | 提名       |
| 第28屆歐洲電影獎     | 最佳男主角       | 柯林·法洛                                      | 提名       |
| 第28屆歐洲電影獎     | 最佳劇本         | 尤格·藍西莫、埃菲希米斯·菲利波                 | 獲獎       |
| 第28屆歐洲電影獎     | 最佳服裝設計     | 莎拉·布蘭金索普                                | 獲獎       |
| 第18屆英國獨立電影獎 | 最佳獨立英國影片 | 《單身動物園》                                 | 提名       |
| 第18屆英國獨立電影獎 | 最佳導演         | 尤格·藍西莫                                    | 提名       |
| 第18屆英國獨立電影獎 | 最佳男主角       | 柯林·法洛                                      | 提名       |
| 第18屆英國獨立電影獎 | 最佳女配角       | 奧利維亞·科爾曼                                | 獲獎       |
| 第18屆英國獨立電影獎 | 最佳男配角       | 班·維蕭                                        | 提名       |
| 第18屆英國獨立電影獎 | 最佳劇本         | 尤格·藍西莫、埃菲希米斯·菲利波                 | 提名       |
| 第18屆英國獨立電影獎 | 年度製作人       | 塞西·登普西、埃德·吉尼、尤格·藍西莫、李·麥格迪 | 提名       |
| 第89屆奧斯卡金像獎   | 最佳原著劇本     | 尤格·藍西莫、埃菲希米斯·菲利波                 | 提名       |